# إميليو وليامز
إميليو وليامز (بالإسبانية: Emilio Williams)‏ هو كاتب إسباني، ولد في 12 يوليو 1971 في مدريد في إسبانيا.